# 姫路郵便局
姫路郵便局（ひめじゆうびんきょく）は、兵庫県姫路市にある郵便局。民営化前の分類では集配普通郵便局であった。

## 概要
- 住所：〒670-8799 兵庫県姫路市総社本町210

姫路城の中曲輪内の武家屋敷跡地にある。

### 併設施設
- ゆうちょ銀行姫路店（大阪支店姫路出張所）：取扱店番号430030
- なお、かんぽ生命保険姫路支店は、当局ではなく姫路南駅前郵便局に併設されている。

### 分室
分室はなし。過去に存在した分室は以下のとおり。
- 保険分室 - 1949年（昭和24年）に廃止。

## 沿革
- 1871年11月17日（明治4年10月5日） - 姫路郵便取扱所として開設[1]。
- 1873年（明治6年） - 姫路郵便役所となる[1]。
- 1875年（明治8年）1月1日 - 姫路郵便局（二等）となる。翌日より為替取扱を開始[1]。
- 1879年（明治12年） - 貯金業務を開始[1]。
- 1889年（明治22年）9月1日 - 姫路郵便電信局となる[1]。
- 1903年（明治36年）4月1日 - 通信官署官制の施行に伴い姫路郵便局となる[1]。
- 1938年（昭和13年）
  - 1月26日 - 姫路市本町に保険分室を設置[2]。
  - 8月1日 - 姫路市本町の姫路陸軍病院姫山分院に陸軍病院内分室が設置[3]。
- 1949年（昭和24年）7月11日 - 保険分室を廃止[4]。
- 1967年（昭和42年）4月 - 局舎新築落成。
- 1992年（平成4年）8月3日 - 外国通貨の両替および旅行小切手の売買に関する業務取扱を開始。
- 2007年（平成19年）10月1日 - 民営化に伴い、併設された郵便事業姫路支店、ゆうちょ銀行姫路店に一部業務を移管。
- 2012年（平成24年）10月1日 - 日本郵便株式会社発足に伴い、郵便事業姫路支店を姫路郵便局に統合。

## 取扱内容

### 姫路郵便局
- 郵便、印紙、ゆうパック、内容証明
- 生命保険、バイク自賠責保険 、自動車保険
- 地方公共団体事務（兵庫県住宅再建共済基金利用申込取次）
- 郵便番号の上2桁が67の地域あての郵便物・ゆうパックを配達局ごとに区分する業務（地域区分局）。
- 姫路市内の一部地域（〒670-xxxxの地域）の集配業務
- ゆうゆう窓口

### ゆうちょ銀行姫路店
- 貯金、貸付、為替、振替、振込、国際送金、外貨両替、トラベラーズチェック、国債、投資信託、変額年金保険、スルガ銀行の個人ローンの申込
- ATM

## 周辺
- 姫路城
- 姫路市民会館
- 賢明女子学院中学校・高等学校
- 淳心学院中学校・高等学校
- 国立病院機構姫路医療センター

## アクセス
- JR姫路駅（北口）から北へ徒歩約17分
- JR播但線 京口駅から西へ徒歩約10分
- 神姫バス 姫路郵便局前停留所下車